# Лосєв Сергій Дмитрович
Лосєв Сергій Дмитрович (1939—2004) — радянський і український режисер-документаліст. Заслужений діяч мистецтв УРСР (1989).
Народився 18 лютого 1939 р. в Києві. Закінчив Київський державний інститут театрального мистецтва ім. І.Карпенка-Карого (1970). 
З 1970 р. — режисер студії «Київнаукфільм».
Створив стрічки: «Андрій Головко» (1973), «Ручний м'яч» (1976, Срібна медаль VI Всесоюзного фестивалю спортивних фільмів, Мінськ, 1976), «Альпінізм — моя професія» (1976. Срібна медаль VI Всесоюзного фестивалю спортивних фільмів. Мінськ, 1976), «Столиця зварювання» (1977. Гран-прі «Великий фанат» Міжнародного кінофестивалю, Пардубіце, ЧССР, 1979), «Щоденне диво» (1977), «Жива вода» (1979), «Енергетика майбутнього», «Народження ідеї. Циолковський» (1980), «Біосфера і людина» (1982), «Біосфера — середовище життя», «Вогонь для нас» (1983), «Колокольні дзвони» (1987), «Крапка роси» (1989), «Вічні цінності» (1991), «Слов'янський детектив» (1992), «Невідома Україна. Лікарська справа в Україні» (1993. Фільм 1. «Слово і зілля», Фільм 9. «Земці» — автор сценарію та реж), «Храм душі людської» (1993), «Зайвий» (1994), «Віват, король!» (1995), «Пивзавод на Подолі» (1996, автор сценарію), «Дніпровська ГЕС» (1997), «Нове в технології виробництва цукру» (1997, автор сценарію).
Був членом Національної спілки кінематографістів України.
Помер 26 липня 2004 р. 